# 三条西実勲
三条西延季（さんじょうにし さねいさ、天明5年（1785年）12月17日 - 天保7年（1836年）5月30日）は、江戸時代後期の公卿。法名は入道瑞了。

## 官歴
- 天明6年（1786年）：従五位下
- 寛政2年（1790年）：従五位上
- 寛政4年（1792年）：正五位下
- 寛政6年（1794年）：侍従
- 寛政9年（1797年）：従四位下、左近衛権少将
- 寛政11年（1799年）：従四位上
- 享和元年（1801年）：正四位下、右権中将
- 文化6年（1809年）：春宮権亮
- 文化11年（1814年）：従三位、参議
- 文化12年（1815年）：踏歌外弁
- 文化14年（1817年）：正三位
- 文政元年（1818年）：近江権守
- 文政7年（1824年）：権中納言
- 文政8年（1825年）：従二位
- 文政12年（1829年）：正二位
- 天保4年（1833年）：致仕し、出家。

## 系譜
- 父：三条西延季
- 母：広幡前豊の娘
- 子：三条西季知